# (6255) Kuma
(6255) Kuma ist ein Asteroid des Hauptgürtels, der am 5. Dezember 1994 vom japanischen Astronomen Akimasa Nakamura am Kuma-Kōgen-Observatorium (IAU-Code 360) in der japanischen Kleinstadt Kumakōgen in der Präfektur Ehime entdeckt wurde.
Der Himmelskörper wurde nach der japanischen Kleinstadt Kumakōgen in der Präfektur Ehime benannt, die am 1. August 2004 aus dem Zusammenschluss der Stadt Kuma, und den Dörfern Mikawa, Omogo und Yanadanigebildet wurde.